# 자유광장 (부다페스트)

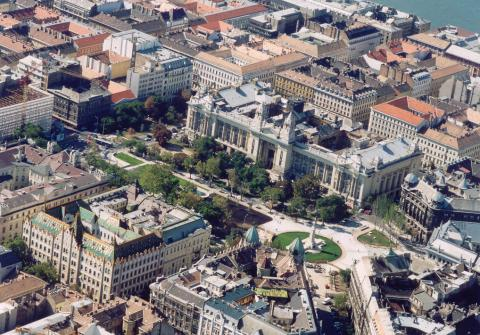
자유광장

자유광장(헝가리어: Szabadság tér)은 헝가리 부다페스트에 있는 광장이다.
광장은 상업용 건축물과 주거용 건축물이 혼합되어 있다. 미국 대사관과 헝가리 국립은행의 역사주의 양식의 본사가 광장의 서쪽에 인접해 있다. 광장의 일부 건물은 아르누보 스타일로 설계되었다. 광장에는 로널드 레이건과 해리 힐 밴드홀츠의 기념비와 제2차 세계 대전 중 나치 독일의 점령에서 헝가리를 해방한 소련의 기념비가 있다. 2020년에는 미국 대사관과 함께 조지 H. W. 부시 미국 대통령의 대형 동상을 세웠다. 독일 점령 희생자 기념물은 헝가리를 독수리 형태로 독일에 의해 공격받는 천사로 묘사하고 있다. 이는 헝가리가 홀로코스트에 기꺼이 참여했다는 사실을 모호하게 하는 상징주의다. 아우슈비츠로 끌려간 헝가리인의 사진이 포함된 반대 기념물이 2014년 기념관 앞에 세워졌다.